# 伊斯兰共和报
《伊斯蘭共和報》（波斯語：‎）是伊朗官方报纸，创办于1979年5月30日，隶属于伊斯兰共和党。创办之初其社长为阿里·哈梅內伊，总编辑为穆萨维。
在伊斯兰共和党解散后，该报纸继续发行。